# Jake Jarman
Jake Jarman (Peterborough, 3 de diciembre de 2001) es un deportista británico que compite en gimnasia artística, especialista en las pruebas de suelo y salto de potro.
Participó en los Juegos Olímpicos de París 2024, obteniendo una medalla de bronce en la prueba de suelo.
Ganó dos medallas en el Campeonato Mundial de Gimnasia Artística, en los años 2022 y 2023, y once medallas en el Campeonato Europeo de Gimnasia Artística entre los años 2022 y 2025.

## Palmarés internacional
| Juegos Olímpicos   | Juegos Olímpicos        | Juegos Olímpicos  | Juegos Olímpicos     |
| Año                | Lugar                   | Medalla           | Prueba               |
| ------------------ | ----------------------- | ----------------- | -------------------- |
| 2024               | París (Francia)         | Medalla de bronce | Suelo                |
| Campeonato Mundial |                         |                   |                      |
| Año                | Lugar                   | Medalla           | Prueba               |
| 2022               | Liverpool (Reino Unido) | Medalla de bronce | Concurso por equipos |
| 2023               | Amberes (Bélgica)       | Medalla de oro    | Salto de potro       |
| Campeonato Europeo |                         |                   |                      |
| Año                | Lugar                   | Medalla           | Prueba               |
| 2022               | Múnich (Alemania)       | Medalla de oro    | Salto de potro       |
| 2022               | Múnich (Alemania)       | Medalla de oro    | Concurso por equipos |
| 2022               | Múnich (Alemania)       | Medalla de bronce | Suelo                |
| 2023               | Antalya (Turquía)       | Medalla de plata  | Concurso individual  |
| 2023               | Antalya (Turquía)       | Medalla de plata  | Salto de potro       |
| 2023               | Antalya (Turquía)       | Medalla de bronce | Concurso por equipos |
| 2024               | Rímini (Italia)         | Medalla de oro    | Salto de potro       |
| 2024               | Rímini (Italia)         | Medalla de plata  | Concurso por equipos |
| 2025               | Leipzig (Alemania)      | Medalla de oro    | Concurso por equipos |
| 2025               | Leipzig (Alemania)      | Medalla de plata  | Salto de potro       |
| 2025               | Leipzig (Alemania)      | Medalla de plata  | Equipo mixto         |